# Bernhard Marti
Bernhard Marti, född 16 april 1943 i Paris, schweizisk orienterare som tog silver i stafett vid VM 1972.